# Generaloberst

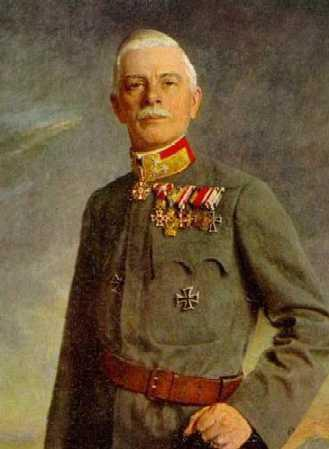
Generaloberst Steiner von Steinstätten

Il grado di Generaloberst, tradotto come colonnello generale, è stato un grado militare dell'esercito tedesco e dell'esercito austro-ungarico. Il grado era equiparabile a quello di generale dell'Esercito di molti stati.

## Storia
Il grado venne introdotto nella Königlich Preußische Armee (Reale armata prussiana) nel 1854 come grado più alto raggiungibile in tempo di pace. La scala gerarchica era la seguente: maggior generale – tenente generale – generale – colonnello generale – feldmaresciallo.
Il grado rimase dopo la prima guerra mondiale nel Reichsheer e poi dal 1935 sia nella Wehrmacht per l'esercito e per l'aeronautica) sia nella polizia e venne abolito nel 1945.

## Impero austro-ungarico
Nell'imperial-regio esercito dell'Impero austro-ungarico il grado venne introdotto nel 1915 nel corso del primo conflitto mondiale su modello tedesco. Con la fine della guerra nel novembre 1918 l'uso cessò, e non fu ripreso da nessuno dei Paesi sorti dalla dissoluzione dell'impero.
Anche nelle forze armate della Seconda Repubblica austriaca il grado non è più stato ripristinato.

controspallina di Generaloberst
dellEsercito Austro-Ungarico

Elenco Generaloberst dell'Impero Austro-Ungarico
- Arciduca Giuseppe Ferdinando
- Friedrich von Beck-Rzikowsky
- Viktor Dankl von Krasnik
- Arciduca Leopoldo Salvatore
- Hermann Kusmanek von Burgneustädten
- Wenzel von Wurm
- Viktor von Scheuchenstuel
- Stjepan Sarkotić
- Arthur Arz von Straussenburg
- Rudolf Stöger-Steiner von Steinstätten
- Alois von Schönburg-Hartenstein

## Germania
Nell'impero tedesco era il secondo grado nella scala gerarchica, preceduto dal grado di Feldmaresciallo generale. Il grado era in uso anche nel Regno di Baviera, nel Regno di Sassonia e nel Regno di Württemberg. Dopo la costituzione dell'Impero tedesco il 16 aprile 1871, nacque di conseguenza anche un esercito imperiale, il Reichsheer formato da contingenti bavaresi, sassoni, del Württemberg e del Baden, mentre i comandi dell'Esercito prussiano assunsero il controllo quasi totale sugli eserciti degli altri Stati dell'Impero. Dopo il 1871, tuttavia, gli eserciti di Prussia, Baviera, Sassonia, del Baden e del Württemberg continuarono a mantenere identità distinte e anche se nei documenti ufficiali e nei codici penali militari era citato l'esercito imperiale (Kaiserliches Heer) ogni regno aveva il suo Ministero della Guerra e Baviera e Sassonia pubblicavano direttive distinte e liste di anzianità per i loro ufficiali diverse da quello che facevano singolarmente gli eserciti del Württemberg e della Prussia.
Al termine della prima guerra mondiale nella Repubblica di Weimar era il grado più alto.
Nel Terzo Reich è stato il secondo grado più alto della Wehrmacht dal 1935 al 1940 preceduto dal grado di Feldmaresciallo generale, che però veniva conferito tradizionalmente solo in tempo di guerra, salvo conferimenti a titolo onorifico a membri di case regnanti straniere; un Generaloberst poteva ricevere la qualifica di Generaloberst im Rang eines Generalfeldmarschalls (GenO con rango di GFM) con lo stesso stipendio del GenO, ma con l'autorità di comando  di un Generalfeldmarschall. Tuttavia nonostante il rango di Generalfeldmarschall fosse per consuetudine conferito solo in tempo di guerra, Hermann Göring ne fu insignito già nel 1938. Il grado di Generaloberst veniva usato sia nell'Esercito sia nella Luftwaffe e divenne il terzo grado della scala gerarchica nel 1940, quando venne introdotto il grado di Maresciallo del Reich, creato appositamente da Hitler per Hermann Göring, per farlo figurare un gradino più in alto rispetto a tutti gli altri feldmarescialli. La motivazione militare della promozione era la vittoria tedesca nella campagna di Francia, mentre la motivazione politica era la designazione di Göring di "vice" ed eventuale successore di Hitler.
Nelle Schutzstaffeln, l'organizzazione paramilitare del Partito Nazionalsocialista il grado corrispondente era Oberst-Gruppenführer ed è stato creato nel 1942, quando venne introdotto il grado di Reichsführer-SS, omologo di Reichsmarschall. Nelle Sturmabteilung (tedesco: reparti di assalto), primo gruppo paramilitare del Partito Nazionalsocialista il grado più alto era quello di Obergruppenführer corrispondente al generale della Esercito, mentre nelle Waffen-SS, braccio militare delle SS, il grado corrispondente era SS-Oberst-Gruppenführer und Generaloberst der Waffen-SS Il grado di Oberst-Gruppenführer era stato concepito originariamente come grado delle Waffen-SS per designare i comandanti dei reparti corazzati, tuttavia, lo Stato Maggiore della Wehrmacht, contraria che un generale delle SS tenesse così tanto potere, si oppose. A risolvere il conflitto entrò personalmente nella primavera del 1942 Adolf Hitler, che creò il grado di Oberst-Gruppenführer riorganizzando al contempo le SS con tanto di promozione doppia all'interno dell'Ordnungspolizei.
Nella Ordnungspolizei, principale forza di polizia della Germania nazista, considerata l'origine e la militarizzazione della polizia tedesca, l'ORPO venne gerarchizzata in gradi che spesso erano uguali a quelli dell'Esercito), per cui il grado corrispondente era Generaloberst, ed era anche il grado più alto; l'unico a ricoprire questa carica fu Kurt Daluege ufficiale delle SS comandante della Ordnungspolizei e Viceprotettore di Boemia e Moravia, che venne promosso prima a Generaloberst der Polizei e quindi a Oberst-Gruppenführer delle SS, primo a ricevere questo grado.
Dopo la seconda guerra mondiale le Forze armate tedesche sia quelle della Germania Ovest, sia quelle poi della Germania riunificata, a partire dal 1955 hanno seguito la comparazione dei gradi degli eserciti degli stati membri della NATO e per l'esercito e l'aeronautica militare tedesca la gerarchia degli ufficiali generali è la seguente: Brigadegeneral – Generalmajor – Generalleutnant – General; di conseguenza il grado di Generaloberst è stato abolito.

### Impero Tedesco

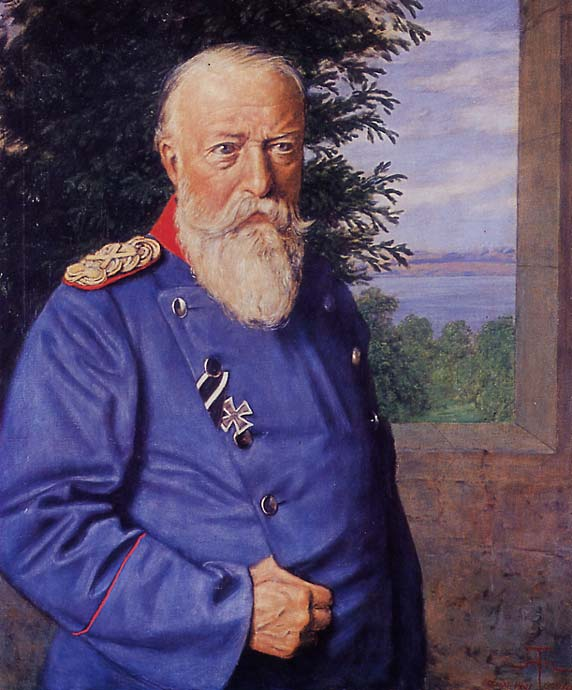
Granduca Federico I di Baden

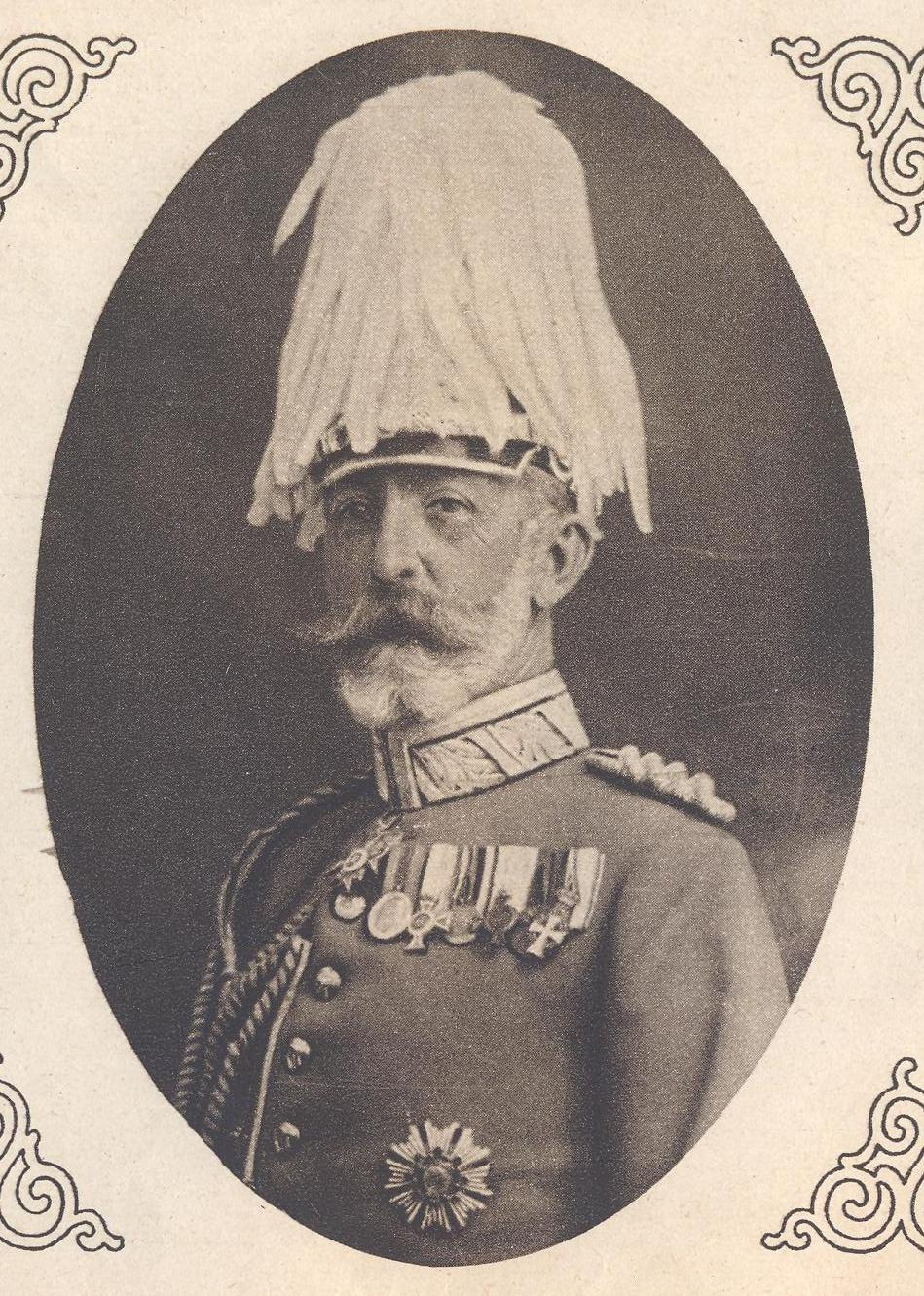
Felix Graf von Bothmer

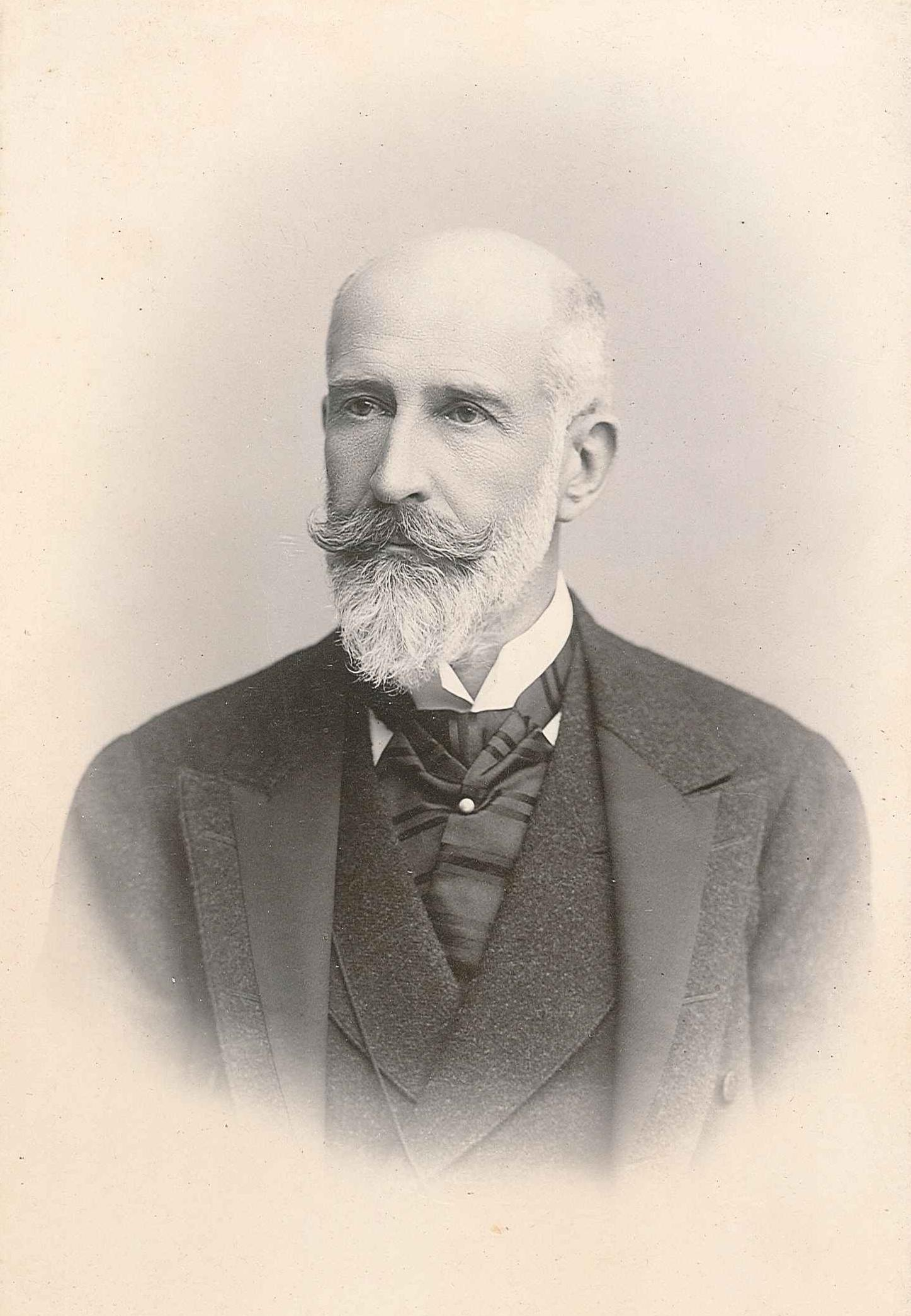
Duca Filippo di Württemberg

Generaloberst della Königlich Preußische Armee
- Guglielmo di Prussia
- Alberto di Prussia
- Augusto di Württemberg
- Federico I di Baden
- Alexander August Wilhelm von Pape
- Carlo Alessandro di Sassonia
- Otto von Bismarck
- Leopoldo di Hohenzollern
- Adolfo di Lussemburgo
- Bernardo di Sassonia-Meiningen
- Federico II di Baden
- Hans von Plessen
- Enrico di Prussia
- Federico Leopoldo di Prussia
- Cristiano di Schleswig-Holstein
- Gustav von Kessel
- Maximilian von Prittwitz
- Josias von Heeringen
- Helmuth Johann Ludwig von Moltke
- Alexander von Kluck
- Moritz von Bissing
- Ludwig von Falkenhausen
- Karl von Einem
- Alexander von Linsingen
- Hans von Beseler
- Max von Boehn

Generaloberst della Bayerische Armee
- Carl von Horn
- Otto Kreß von Kressenstein
- Felix Graf von Bothmer

Generaloberst della Sächsische Armee
- Carlo Alessandro di Sassonia
- Bernardo di Sassonia-Meiningen
- Ernsto I di Sassonia-Altenburg
- Enrico di Prussia
- Max Freiherr von Hausen
- Karl Ludwig d'Elsa
- Hans von Kirchbach

Generaloberst della Württembergische Armee
- Filippo di Württemberg
- Alberto di Württemberg (1865–1939), später auch preußischer Generalfeldmarschall
- Otto von Marchtaler

### Repubblica di Weimar
Reichswehr
- Hans von Seeckt
- Wilhelm Heye
- Kurt von Hammerstein-Equord

### Terzo Reich

#### Wehrmacht
Generaloberst dell'Esercito tedesco
Dall'elenco sono stati esclusi coloro che hanno successivamente raggiunto il grado di Generale feldmaresciallo

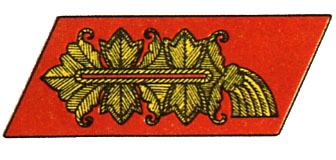
Mostrina di Generaloberst dell'Esercito

Controspallina di Generaloberst dell'Esercito

Controspallina Generaloberst Luftwaffe

- Werner von Fritsch
- Ludwig Beck
- Johannes Blaskowitz
- Heinz Guderian
- Franz Halder
- Hermann Hoth
- Nikolaus von Falkenhorst
- Friedrich Fromm
- Erich Hoepner
- Eugen Ritter von Schobert
- Georg-Hans Reinhardt
- Rudolf Schmidt
- Richard Ruoff
- Eduard Dietl
- Georg Lindemann
- Hans-Jürgen von Arnim
- Gotthard Heinrici
- Hans von Salmuth
- Eberhard von Mackensen
- Heinrich von Vietinghoff
- Alfred Jodl
- Walter Weiß
- Kurt Zeitzler
- Josef Harpe
- Hans-Valentin Hube
- Lothar Rendulic
- Carl Hilpert

Generaloberst della Luftwaffe
- Hans-Jürgen Stumpff
- Ernst Udet
- Alexander Löhr
- Hans Jeschonnek
- Kurt Student
- Günther Korten[2]

#### Waffen-SS

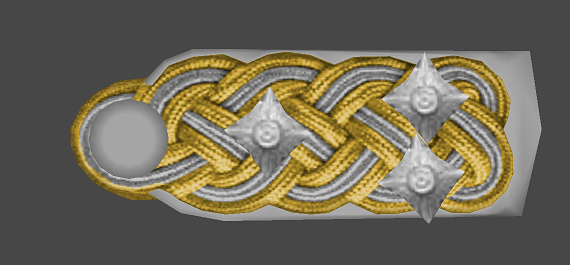
Controspallina di SS Oberstgruppenführer

SS-Oberst-Gruppenführer und Generaloberst der Waffen-SS
- Sepp Dietrich
- Paul Hausser

#### Deutsche Polizei

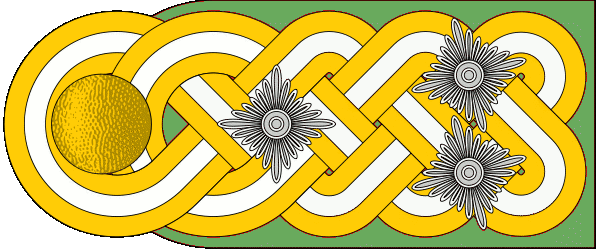
Controspallina di Generaloberst della Polizia

Generaloberst della Ordnungspolizei
- Kurt Daluege

## Repubblica Democratica Tedesca

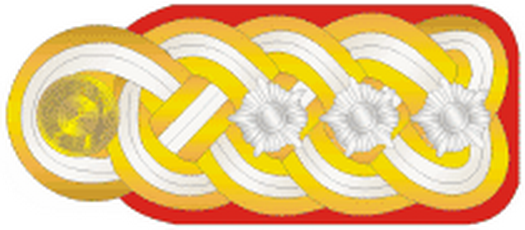
Controspallina Generaloberst dell'Landstreitkräfte der NVA della Deutsche Demokratische Republik

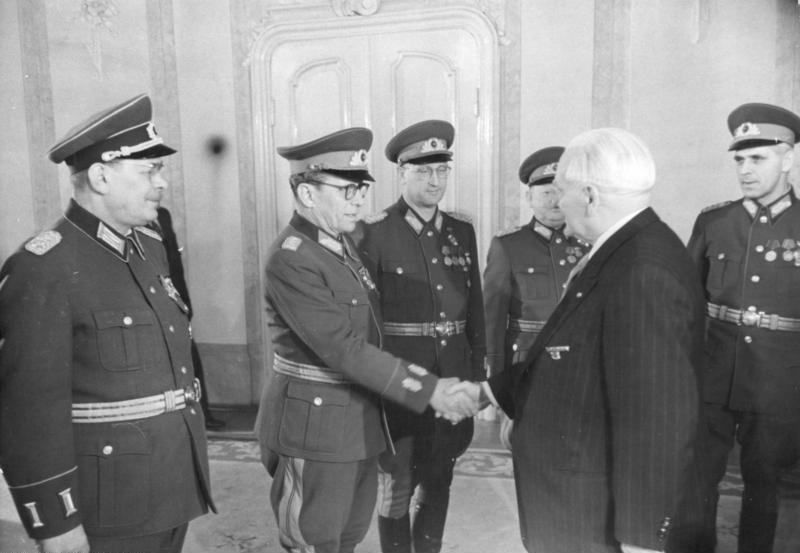
Willi Stoph primo da destra con la divisa di generaloberst

La Repubblica Democratica Tedesca ha adottato il modello dei gradi dei paesi del patto di Varsavia. Nell'Esercito e nell'Aeronautica della Nationale Volksarmee, così come nelle truppe di frontiera il grado di Generaloberst era fino al 1982 il secondo grado della gerarchia militare, preceduto da quello di Armeegeneral e a partire dal 1982 il terzo grado della gerarchia militare, preceduto oltre dal grado di Armeegeneral, dal grado di Maresciallo della Repubblica Democratica Tedesca, grado istituito il 25 marzo 1982 a imitazione del grado di maresciallo dell'Unione Sovietica, ma che non venne mai assegnato ad alcun ufficiale generale fino alla sua abolizione, nel novembre 1989.
Il grado di Generaloberst era utilizzato anche dalla Stasi, principale organizzazione di sicurezza e spionaggio della Germania Est, e dalla Volkspolizei.
Nationale Volksarmee
Generali della Nationale Volksarmee che hanno raggiunto il grado di Generaloberst come loro massimo grado:
- Kurt Wagner (1904–1989) - 1º marzo 1966
- Herbert Scheibe (1914–1991) - 1º marzo 1972
- Horst Stechbarth (* 1925) - 1º marzo 1976
- Werner Fleißner (1922–1985) - 7 ottobre 1977
- Erich Peter (1919–1987) - 14 luglio 1979
- Wolfgang Reinhold (1923-2012) - 7 ottobre 1979
- Fritz Streletz (* 1926) - 7 ottobre 1979
- Joachim Goldbach (1929-2008) - 1º marzo 1986
- Horst Brünner (1929–2008) - 1º marzo 1987
- Klaus-Dieter Baumgarten (1931–2008) - 7 ottobre 1988
- Fritz Peter (* 1927) - 7 ottobre 1989

Ministerium für Staatssicherheit (MfS)

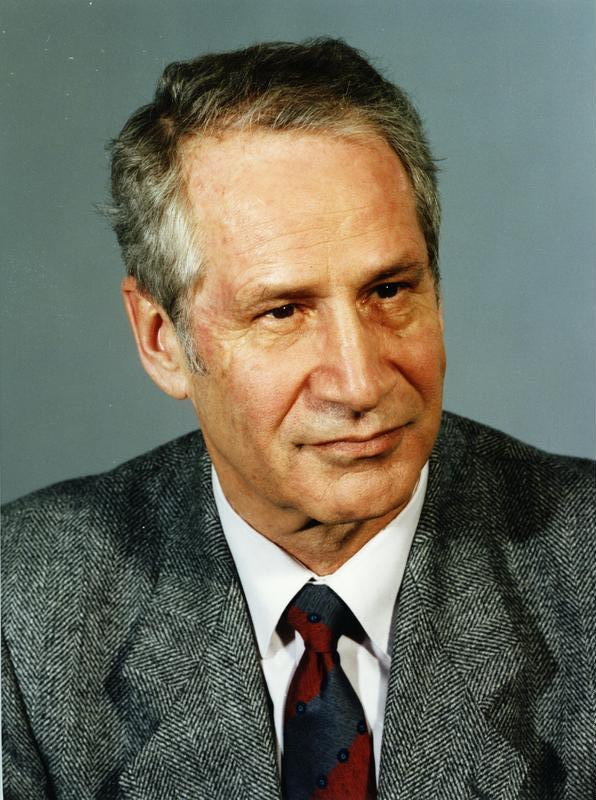
Markus Wolf nel 1989

L'unico generale della Stasi che raggiunse un grado superiore a quello di Generaloberst fu Erich Mielke (1907-2000), titolare del Ministerium für Staatssicherheit (Ministero della sicurezza dello Stato) dall'11 dicembre 1957 al 18 novembre 1989, che nel 1980 raggiunse in grado di armeegeneral. I seguenti generali della Stasi hanno raggiunto il grado di Generaloberst come loro massimo grado:
- Bruno Beater (1914–1982)
- Werner Großmann (* 1929)
- Erich Mielke (1907-2000)
- Rudi Mittig (1925–1994)
- Markus Wolf (1923–2006), vicedirettore del Ministero per la Sicurezza di Stato della Repubblica Democratica Tedesca dal 1954 al 1989 e fondatore e direttore, per lo stesso organismo, dell'Hauptverwaltung Aufklärung il servizio segreto di spionaggio all'estero della Repubblica Democratica Tedesca

Ministerium des Innern (MdI)
Nella Volkspolizei (MdI) l'unico generale che raggiunse un grado superiore a quello di Generaloberst fu Friedrich Dickel (1913-1993), titolare del Ministerium des Innern (ministero degli interni) dal 14 novembre 1963 al 18 novembre 1989, che nel 1984 raggiunse il grado di armeegeneral. Altri due generali raggiunsero invece il grado di generaloberst: 
- Karl Maron (1903–1975) ministro degli interni dal 1º luglio 1955 al 14 novembre 1963
- Karl-Heinz Wagner (1928–2011) viceministro degli interni dal 1977 al 1989